# Andréi Konstantínovich Sokolov (pintor)
Andréi Konstantínovich Sokolov (en ruso, Андрей Константинович Соколов) (29 de septiembre de 1931 - 16 de marzo de 2007) fue un pintor soviético y ruso de ciencia ficción, diseñador gráfico, de postales, de sellos y arquitecto.

## Biografía
Nació en Leningrado, la actual San Petersburgo. Su padre era Konstantín Mijaílovich Sokolov y fue uno de los arquitectos encargados de la construcción del cosmódromo de Baikonur, la mayor y más antigua instalación de lanzamiento espacial del mundo, la torre Ostankino de televisión de Moscú o la fábrica de automóviles VAZ, una de las mayores del mundo. Después de graduarse en el Instituto de Arquitectura de Moscú (МАрхИ) en 1955, Sokolov trabajó como arquitecto y participó con sus obras en exposiciones de arte.
Desde pequeño le fascinó la ciencia ficción. De hecho una de sus primeras ilustraciones se basó en la obra del escritor Ray Bradbury, Fahrenheit 451. Después del lanzamiento del primer satélite artificial de la Tierra, el Sputnik 1 en 1957, todo el trabajo de Sokolov se enfocó al tema de la exploración espacial.

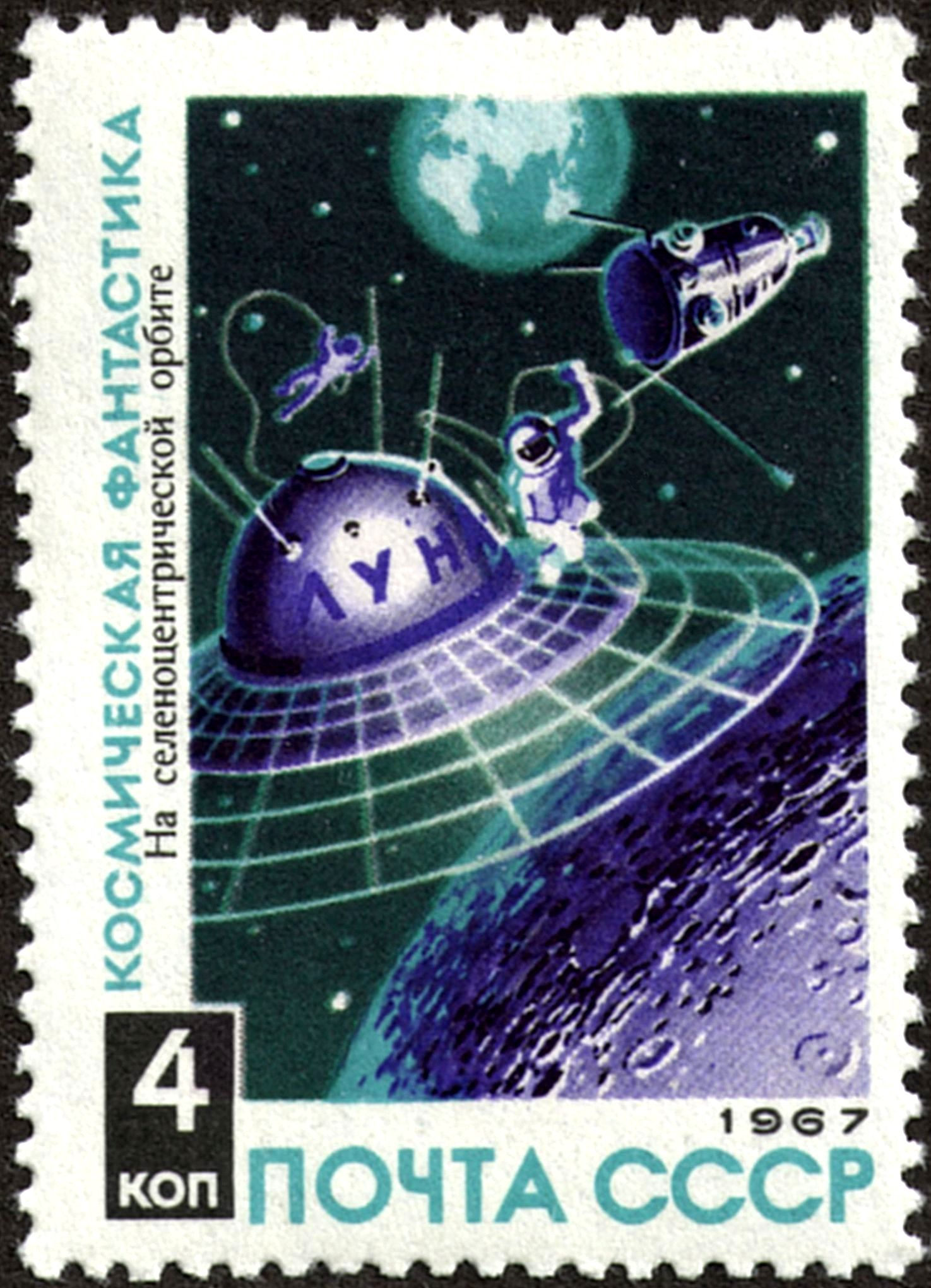
En órbita selenocentrica, sello postal diseñado por Alekséi Leónov y Andrei Sokolov. Pintura al temple. 1966–1967.

Los dibujos al temple sobre cartón y pinturas al óleo sobre lienzo se distinguen por una lista detallada de detalles de la construcción de naves espaciales , paisajes y fenómenos espaciales.  Algunas de sus pinturas son como series: las etapas de la construcción de una estación espacial, el aterrizaje en la luna, Marte , Venus , satélites planetarios .
A partir de 1965, el cosmonauta y también pintor Alekséi Leonov, colabora junto a Sokolov en dibujar gráficos basados en el cosmos y los viajes interplanetarios. La obra más célebre es "Las estrellas nos esperan", publicado en 1967 y con prólogo de Yuri Gagarin. En la década de 1990, Sokolov participó en un diseño gráfico conjunto con el artista estadounidense Robert Theodore McCall.
El trabajo de Andrei Sokolov influyó en el trabajo de otras figuras de la ciencia y la cultura. Bajo la influencia de su obra El ascensor espacial, del cosmonauta Leónov y el artista Sokolov en 1967, el famoso escritor de ciencia ficción Arthur Clark escribió el libro Las fuentes del paraíso.  La historia Cinco imágenes del escritor Iván Yefrémov, estaba dedicada a Sokolov.
Las obras de Andrei Sokolov se exhibieron en la Instituto Smithsoniano de Estadios Unidos, en la Galería Dresde , en museos de Berlín , Tokio , Minsk y muchas otras ciudades, especialmente en la URSS.

## Premios y premios
- Artista del pueblo de la RSFSR (1982)
- Premio Lenin (1979)  - por el libro-álbum El hombre y el universo (junto con Leonov)
- Medallas de oro con el nombre de Serguéi Koroliov y Yuri Gagarin.